# تشارلز إف. غراينجر
تشارلز إف. غراينجر هو سياسي أمريكي، ولد في 23 يناير 1854 في لويفيل في الولايات المتحدة، وتوفي بنفس المكان في 13 أبريل 1923.